# Episodi di Here's Lucy (quarta stagione)
La quarta stagione della serie televisiva Here's Lucy è stata trasmessa in anteprima negli Stati Uniti d'America dalla CBS tra il 13 settembre 1971 e il 28 febbraio 1972.
| nº | Titolo originale                             | Titolo italiano | Prima TV USA      | Prima TV Italia |
| -- | -------------------------------------------- | --------------- | ----------------- | --------------- |
| 1  | Lucy and Flip Go Legit                       |                 | 13 settembre 1971 |                 |
| 2  | Lucy and the Mountain Climber                |                 | 20 settembre 1971 |                 |
| 3  | Lucy and Harry's Italian Bombshell           |                 | 27 settembre 1971 |                 |
| 4  | Lucy and Mannix Are Held Hostage             |                 | 4 ottobre 1971    |                 |
| 5  | Lucy and the Astronauts                      |                 | 11 ottobre 1971   |                 |
| 6  | Lucy Makes a Few Extra Dollars               |                 | 18 ottobre 1971   |                 |
| 7  | Someone's on the Ski Lift with Dinah         |                 | 25 ottobre 1971   |                 |
| 8  | Lucy and Her All-Nun Band                    |                 | 1º novembre 1971  |                 |
| 9  | Won't You Calm Down Dan Dailey?              |                 | 8 novembre 1971   |                 |
| 10 | Lucy and the Celebrities                     |                 | 15 novembre 1971  |                 |
| 11 | Ginger Rogers Comes to Tea                   |                 | 22 novembre 1971  |                 |
| 12 | Lucy Helps David Frost Go Night-Night        |                 | 29 novembre 1971  |                 |
| 13 | Lucy in the Jungle                           |                 | 6 dicembre 1971   |                 |
| 14 | Lucy and Candid Camera                       |                 | 13 dicembre 1971  |                 |
| 15 | Lucy's Lucky Day                             |                 | 20 dicembre 1971  |                 |
| 16 | Lucy's Bonus Bounces                         |                 | 27 dicembre 1971  |                 |
| 17 | Lucy and the Little Old Lady                 |                 | 3 gennaio 1972    |                 |
| 18 | Lucy and the Chinese Curse                   |                 | 10 gennaio 1972   |                 |
| 19 | Lucy's Replacement                           |                 | 17 gennaio 1972   |                 |
| 20 | Kim Moves Out                                |                 | 24 gennaio 1972   |                 |
| 21 | Lucy Sublets the Office                      |                 | 31 gennaio 1972   |                 |
| 22 | Lucy's Punctured Romance                     |                 | 7 febbraio 1972   |                 |
| 23 | With Viv as a Friend, Who Needs an Enemy?    |                 | 21 febbraio 1972  |                 |
| 24 | Kim Finally Cuts You-Know-Whose Apron String |                 | 28 febbraio 1972  |                 |